# هوبير ستانلي وول
هوبير ستانلي وول (بالإنجليزية: Hubert Stanley Wall)‏ هو رياضياتي أمريكي، ولد في 2 ديسمبر 1902 في روكويل سيتي في الولايات المتحدة، وتوفي في 12 سبتمبر 1971 في أوستن في الولايات المتحدة.